# Jagjaguwar
Jagjaguwar est un label discographique de rock indépendant américain situé à Bloomington dans l'Indiana. Ce label a été créé en 1996 par Darius Van Arman. Le plus en vogue de ses artistes étant en ce moment Bon Iver. Le nom de Jagjaguwar vient du jeu de rôle Donjons et Dragons.

## Histoire
Le label Secretly Canadian est fondé en 1996 par les frères Chris et Ben Swanson, Eric Weddle, et Jonathan Cargill, alors étudiants à l'Université d'Indiana. En 1997, Eric Weddle quitte Secretly Canadian pour fonder Family Vineyard Records. Darius Van Arman, qui dirige le label Jagjaguwar, se rapproche de Secretly Canadian et s'installe à Bloomington. Depuis lors, Jagjaguwar est codirigé par Van Arman et Chris Swanson.
En 2007, le label Dead Oceans est fondé à Austin par Phil Waldorf et les dirigeants des labels Secretly Canadian et Jagjaguwar ; parmi les premières signatures figurent Bishop Allen et Dirty Projectors.

## Artistes
- Angel Olsen
- R. Alverson
- The Besnard Lakes
- Black Mountain
- Bon Iver
- S. Carey
- The Cave Singers
- Dead C, The
- Dinosaur Jr
- Julie Doiron
- GAYNGS
- Ladyhawk
- Lightning Dust
- Okay Kaya
- Moonface
- Odawas
- Okkervil River
- Oneida
- Parts & Labor
- Peter Wolf Crier
- Pink Mountaintops
- Skygreen Leopards, The
- Small Black
- Spokane
- Sunset Rubdown
- Swan Lake
- Volcano Choir
- Wilderness
- Will Sheff
- Wolf People
- Women
- Richard Youngs
- Company
- Dirty Faces
- Home
- Nurse & Soldier
- Oakley Hall
- People of the North
- Pterodactyl
- Sightings
- Sinoia Caves
- Delivery
- Aspera
- Bevel
- Robert Creeley
- Curious Digit, The
- Drunk
- Jad Fair & Daniel Johnston
- Jason Molina
- Fuck
- Simon Joyner
- Lord Dog Bird, The
- Love Life
- Manishevitz
- Minus Story
- Monroe Mustang
- Nad Navillus
- Nagisa Ni te
- Parker Paul
- Patrick Phelan
- Preoccupations
- South
- Stigma Rock Unit
- Union Of A Man And A Woman, The
- Sarah White
- Foxygen